# Anomiopus edmondsi
Anomiopus edmondsi är en skalbaggsart som beskrevs av Canhedo 2006. Anomiopus edmondsi ingår i släktet Anomiopus och familjen bladhorningar. Inga underarter finns listade i Catalogue of Life.